# Убивство Разан Аль-Наджар
Раза́н А́шраф Абду-ль-Ка́дир ан-Наджа́р (араб. رزان النجار; 1997 — 1 червня 2018 року) — палестинська медсестра (фельдшер), яка була вбита ізраїльськими силами оборони під час протестів на кордоні з сектором Газа, коли ан-Наджар допомагала пораненим.

## Біографія
Разан ан-Наджар була старшою із шести дітей. Батько ан-Наджар працював на території Ізраїлю у сфері продажу металу. Потім він потрапив під обмеження, внаслідок чого йому заборонили перетинати кордон. Працював у Газі механіком, ремонтуючи мотоцикли. На момент смерті доньки був безробітним. Мати — Ашраф ан-Наджар (нар. 1974). Сім'я жила у селищі Хуза, у будинку, наданому родичами. Селище Хуза, розташоване на схід від Хан-Юніса, знаходиться в зоні вогневої досяжності ізраїльських військ, дислокованих на кордоні. На їх ділянці було встановлено чотириметрову бетонну стіну з метою захистити місцевих жителів від вогню ізраїльської армії.
Разан ан-Наджар була свідком трьох військових операцій: «Литий свинець» у 2008—2009 роках, «Хмарний стовп» та «Непорушна скеля» у 2014 році, в якій постраждав її район. Сім'я була надто бідна, щоб дозволити їй навчатися в університеті. Дівчина вчилася каліграфії та пройшла курс сестринської справи.

## Убивство
1 червня 2018 року Разан ан-Наджар була смертельно поранена в груди ізраїльським солдатом. Вона стояла з піднятими руками, щоб показати, що вона беззбройна, намагаючись допомогти в евакуації поранених біля ізраїльського кордону з Газою. Ізраїль спочатку заперечував, що вона була прямою мішенню, хоча не виключав, що вона, «можливо, постраждала від вогню». Ізраїльська правозахисна група Бецелем заявила, що ан-Наджар була застрелена навмисно.
Через кілька днів після смерті медсестри Армія оборони Ізраїлю (ЦАХАЛ) опублікувала відредаговані кадри за участю Разан ан-Наджар, на яких вона нібито «на прохання ХАМАС брала участь в акціях протесту як живий щит». Пізніше було знайдено уривок з інтерв'ю ліванському телеканалу, який було відредаговано АТІ з метою ввести в оману глядачів. Коментарі ан-Наджар були вирвані з контексту, тому що у вихідному (невідредагованому) відео вона не згадувала ХАМАС, а повідомляла про те, що перебуває на лінії фронту як живий щит, що «захищає, для порятунку поранених». Усі слова, які були сказані після «живого щита», вирізано із ізраїльського відео. ЦАХАЛ зазнав широкої критики за маніпуляції з відео, за допомогою якого вони спробували зганьбити її образ.
Згідно зі свідченнями свідка, ан-Наджар була застрелена після того, як її та інших лікарів з піднятими вгору руками і в білих жилетах підійшли до паркану кордону, щоб надати допомогу пораненим з-поміж протестувальників.